# 有机砹化学

间砹苄基胍，一种有机砹化合物

有机砹化学是研究有机砹化合物，即含有碳–砹键的化合物的学科。砹的放射性极强，最稳定的210At的半衰期也只有8.1小时，因此有机砹化学只能通过示踪技术研究极少量的有机砹化合物。此外，砹造成的辐解及分离与识别的困难使得研究有机砹化合物比研究无机砹化合物还难。目前的有机砹化学研究主要集中在211At（半衰期7.21小时）的核医学研究。211At摧毁甲状腺异常组织的效果比131I好。
含有砹的碘化合物可用于合成通式为RAt、RAtCl2、R2AtCl、RAtO2（R = 苯基或对甲苯基）的化合物。砹代烃较稳定，可在120 °C的高温下用气相色谱法分析。通过脱汞反应，可以得到痕量含有211At的氨基酸、甾体、咪唑衍生物。
砹同时具有卤素与金属的化学性质，所以其性质有时与碘相似，有时不然。砹可通过取代掉其它卤素、重氮基、氢、金属成为有机砹化合物。以前尝试把211At加到蛋白质上时发现了它介于金属与卤素之间的性质。试图像碘化那样直接砹化蛋白质的结果不好，与蛋白质结合的其实可能是AtO+或其水解产物。目前使用两步法将砹加到蛋白质上，即先合成出稳定的含砹芳香辅基，再将它加到蛋白质上。由于C–At是碳–卤素键之中最弱的，它也最容易断裂，分解出砹。

## 延伸阅读
- Berei, K.; Vasáros, L.  (PDF). inis.iaea.org. 1983  [2022-12-19]. （原始内容存档 (PDF)于2023-03-25）.